# Synallaxe de Heller
Asthenes helleri
Espèce
Synonymes
- Schizoeaca helleri Chapman, 1923 (protonyme)

Statut de conservation UICN

 VU A3c : Vulnérable
Le Synallaxe de Heller (Asthenes helleri) est une espèce d'oiseaux de la famille des Furnariidae.
Son nom est attribué au zoologiste et naturaliste américain Edmund Heller (1875–1939).

## Répartition
Cet oiseau vit dans le Sud du Pérou et le Nord de la Bolivie.